# Baoli Nongchang
Baoli Nongchang (kinesiska: 宝力农场) är en bondby i Kina. Den ligger i provinsen Liaoning, i den nordöstra delen av landet, omkring 130 kilometer norr om provinshuvudstaden Shenyang. Antalet invånare är 5 878. Befolkningen består av 2 936 kvinnor och 2 942 män. Barn under 15 år utgör 15,0 %, vuxna 15-64 år 75 %, och äldre över 65 år 9,0 %.
Runt Baoli Nongchang är det ganska tätbefolkat, med 207 invånare per kvadratkilometer. Det finns inga andra samhällen i närheten. Trakten runt Baoli Nongchang består till största delen av jordbruksmark.
Genomsnittlig årsnederbörd är 918 millimeter. Den regnigaste månaden är juli, med i genomsnitt 209 mm nederbörd, och den torraste är januari, med 8 mm nederbörd.